# Пан Тадеуш (фильм)
«Пан Таде́уш» (пол. Pan Tadeusz) — фильм Анджея Вайды (1999), снятый по одноименной поэме Адама Мицкевича.
Во французском прокате: «Пан Тадеуш. Когда Наполеон перешёл Неман».
(фр. Pan Tadeusz : Quand Napoléon traversait le Niémen).

## Сюжет
Любовь, охота, ссоры и быт старосветской шляхты на фоне ожидаемой войны Наполеона с Россией. Ожидая Наполеона как освободителя, поляки поднимают восстание. Фильм повествует о непростых отношениях двух благородных семейств (пол. Horeszko), которые горячо одобряют независимость Польши, и (пол. Soplica), которые поддерживают Россию.
Интуиция подсказала мне, что поляки хотят увидеть шедевр своей национальной поэзии на родном языке, с польскими актёрами, вернуться в романтический век детства нации. Конечно, этот мир существует только в мечтах, ибо такой Польши нет, никогда не будет и, скорее всего никогда не было. Адам Мицкевич идеализировал прошлое, сделав его более поэтическим. Я словно бы увидел будущий фильм в целом, он встал у меня перед глазами — с актёрами, декорациями. Остальное было делом режиссёрской техники, которым я занимаюсь, слава Богу, вот уже 45 лет. «Пан Тадеуш» — самый важный фильм в моей жизни.Анджей Вайда (2000) 

## В ролях
- Богуслав Линда — ксёндз Робак / Яцек Соплица
- Даниэль Ольбрыхский — Гервазий Ребайло
- Сергей Шакуров — капитан Никита Рыков
- Кшиштоф Глобиш — майор Плут
- Анджей Северин — Соплица-старший
- Марек Кондрат — граф Хорешко
- Кшиштоф Колбергер — Адам Мицкевич
- Ежи Бинчицкий — Мацей Добржинский «Розечка»
- Алиция Бахледа-Цуруш — Зося
- Михал Жебровский — Тадеуш Соплица
- Гражина Шаполовская — Телимена
- Ежи Гралек — Войский
- Гражина Барщевская — жена стольника
- Марек Перепечко — Мацей Добжинский «Баптист»
- Генрих Барановский — Наполеон I
- Мирослав Зброевич — русский офицер

## Съёмочная группа
- Режиссёр: Анджей Вайда
- Сценарий: Анджей Вайда, Ян Новина Зарзицкий, Петр Вересняк, (по мотивам произведения Адама Мицкевича)
- Продюсер: Лев Рывин
- Оператор: Павел Эдельман
- Художник: Аллен Старский
- Композитор: Войцех Килар
- Монтаж: Ванда Земан
- Костюмы: Магдалена Теславска-Бирнавска, Малгожата Стефаняк

## Статьи и публикации
- Андрей Плахов. «Меня признали заново» // Коммерсантъ-Власть : журнал. — 2000. — 21 марта. — С. 49.
- Lawrence Van Gelder. Film review; Homage to a Poet Who Loved Poland (англ.) // The New York Times : газета. — 2000. — 22 January. — ISSN 0362-4331.